# Piornedo (Cármenes)
Piornedo es una localidad española perteneciente al municipio de Cármenes, en la provincia de León, comunidad autónoma de Castilla y León.

## Geografía

### Ubicación

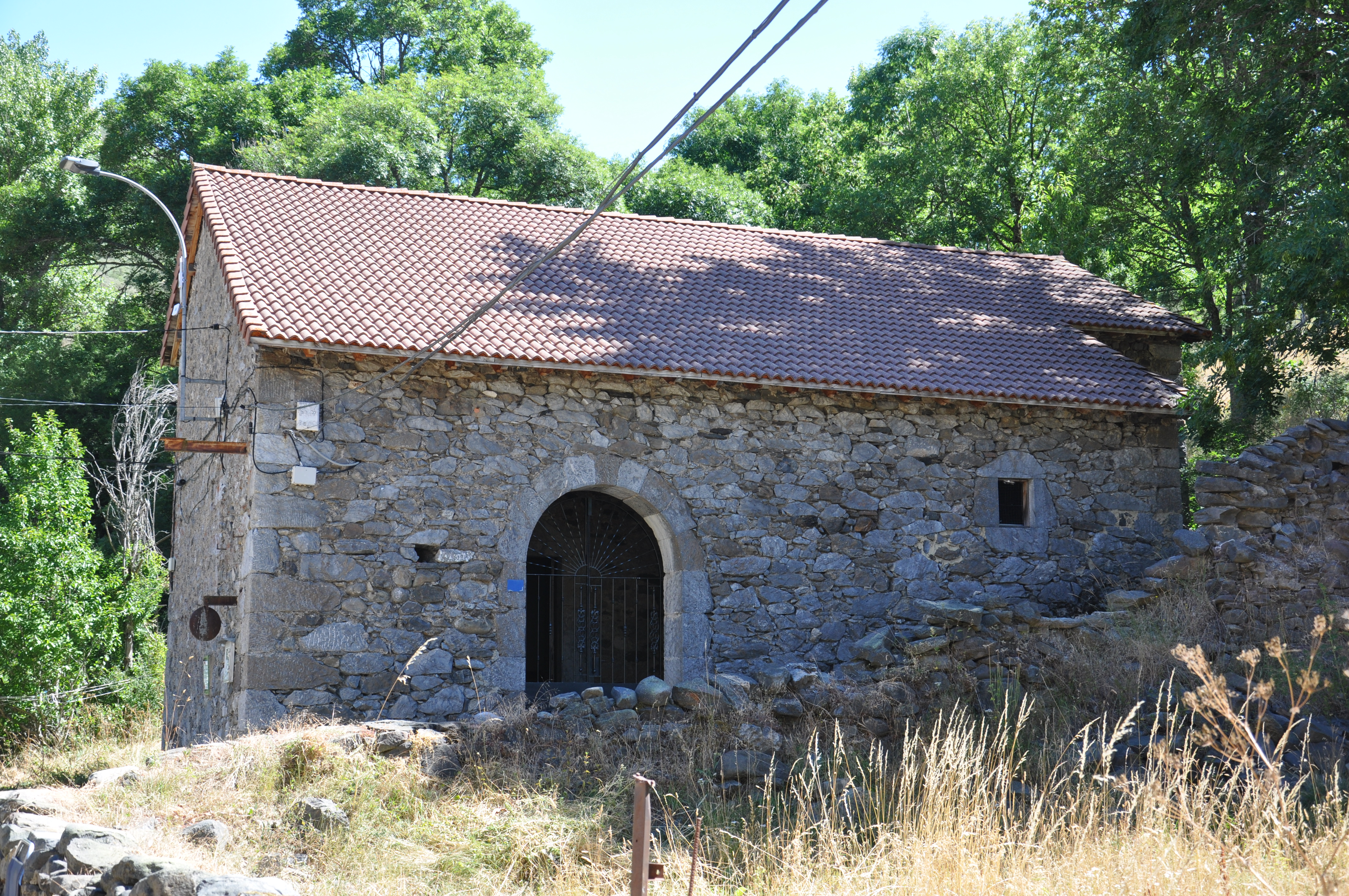
Iglesia de la Asunción de Nuestra Señora de Piornedo

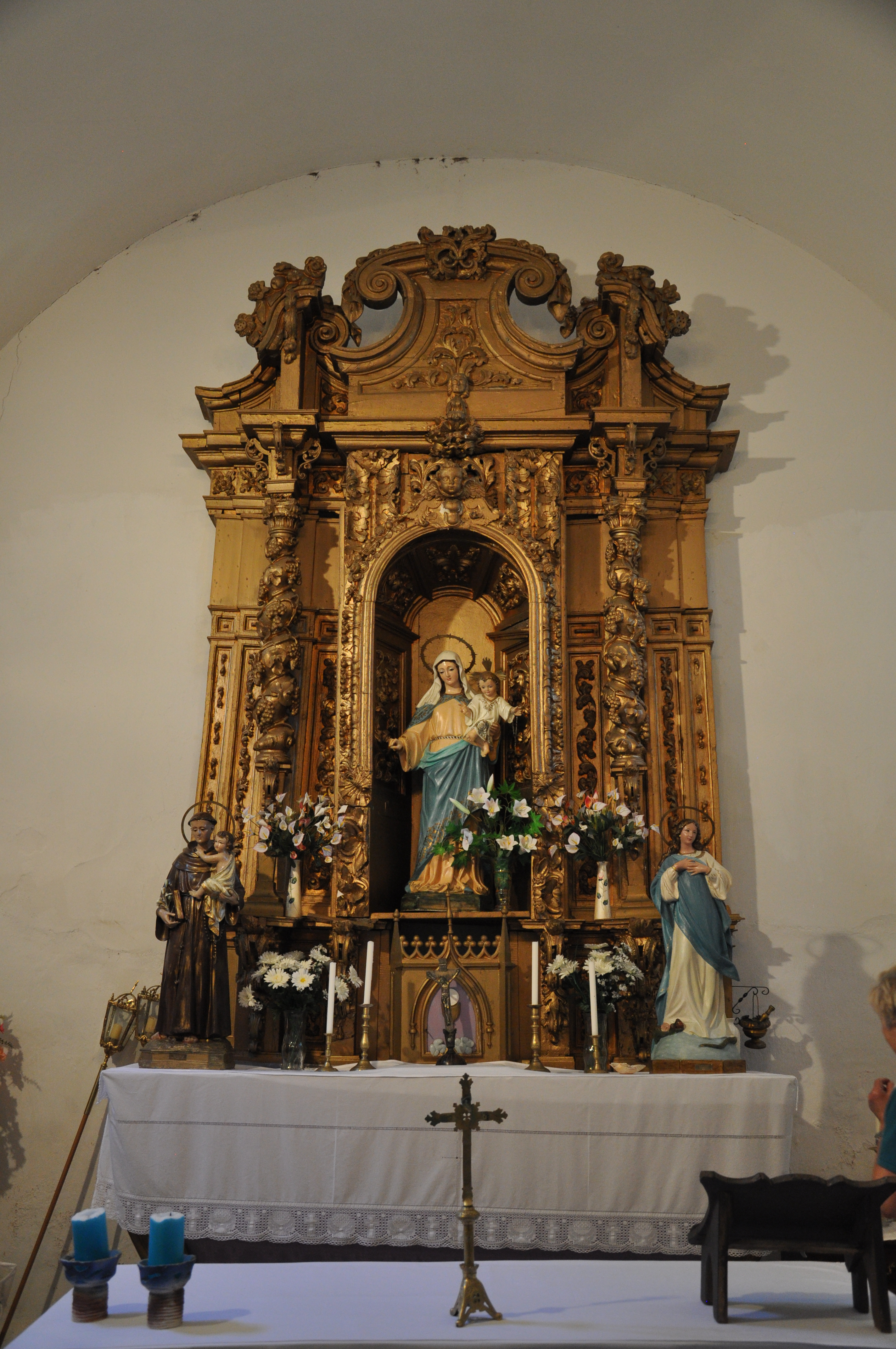
Retablo mayor de la Iglesia de la Asunción de Nuestra Señora de Piornedo

Piornedo se encuentra en el llamado Valle de la Cambería; valle que aglomera los pueblos de Villanueva de Pontedo, Campo, Piornedo y Piedrafita; todos estos dentro de la reserva de la biosfera de Los Argüellos.
| Noroeste: Piedrafita          | Norte: Ruayer | Noreste: Puerto de Vegarada |
| Oeste: Tonín de Arbas         |               | Este: Canseco               |
| Suroeste Millaró de la Tercia | Sur: Campo    | Sureste: Canseco            |

## Demografía
Evolución de la población
| Gráfica de evolución demográfica de Piornedo entre 2000 y 2024     |
|                                                                    |
| Población de derecho (2000-2023) según el padrón municipal del INE |